# Aatu Laatikainen
Aatu Sampsa Laatikainen, född 3 januari 1997 i Kuopio, är en finländsk fotbollsspelare.

## Karriär
Laatikainen debuterade för KuPS i Tipsligan den 2 augusti 2015 i en 3–0-vinst över RoPS, där han blev inbytt i den 79:e minuten mot Ilmari Niskanen. Inför säsongen 2016 gick han till VPS. Totalt spelade Laatikainen 85 matcher i Tipsligan och 41 matcher i Ettan under sina sex säsonger i klubben.
I mars 2022 gick Laatikainen till division 2-klubben Österlen FF. I slutet av maj 2022 lämnade han klubben.